# Alpinia cylindrocephala
Alpinia cylindrocephala är en enhjärtbladig växtart som beskrevs av Karl Moritz Schumann. Alpinia cylindrocephala ingår i släktet Alpinia och familjen Zingiberaceae. Inga underarter finns listade i Catalogue of Life.